# Tigre di Champawat

Tigre di Champawat

La tigre di Champawat fu una femmina di tigre del Bengala, che tra la fine degli anni '90 del 1800 e il 1907, uccise quasi 440 persone vicino alla città di Champawat, in India. Nel Guinness Book of Animal Facts and Feats del 1997 le venne riconosciuto il Guinness World Record per il maggior numero di vittime umane attribuite ad un singolo animale.

## Storia
La tigre compì i suoi primi attacchi vicino all'Himalaya, in Nepal. Decine di persone vennero uccise in agguati attuati dalla tigre, che cominciò a diffondere il panico nella zona. Nonostante furono mandati diversi cacciatori a braccarla, la tigre riuscì sempre ad eluderli, e solo l'esercito nepalese poté scacciarla dalla zona.
Si ritiene che le vittime a carico della tigre in Nepal siano quasi 200. Spostatasi in India, la tigre si stabilì nello stato dell'Uttarakhand, dove la città di Champawat divenne il suo centro di azione. Dopo un primo momento di tregua tornò ad uccidere, aggiungendo altre 230 vittime alle precedenti mietute in Nepal.
La maggior parte delle sue vittime erano donne e bambini, uccisi prevalentemente di giorno. Nel 1907 Jim Corbett fu avvertito della presenza della tigre a Champawat. La sua ultima vittima fu una ragazza di 16 anni uccisa a Fungar.
Dopo una prima caccia fallita dove la tigre rischiò di aggredirlo, Corbett decise di attirare la tigre fuori dal folto della boscaglia. Il giorno seguente, aiutato da 300 abitanti del posto, Corbett riuscì a far uscire la tigre allo scoperto e la uccise con tre colpi di fucile: uno al petto, uno alla spalla e uno alla zampa.
Una successiva autopsia effettuata sulla tigre rivelò che due dei suoi canini, erano rotti. Secondo Corbett fu un colpo di vecchio fucile ad avancarica, probabilmente inferto da un bracconiere, a causare il danno, e perciò la tigre, non essendo più in grado di cacciare le sue prede naturali, dovette cominciare a cibarsi di esseri umani.